# Амплитуэдр
Амплитуэдр — геометрическая структура, введенная в 2013 году Нимой Аркани-Хамедом и Ярославом Трнкой. Он позволяет упростить расчёт взаимодействия частиц в некоторых квантовых теориях поля. В планарной N = 4 суперсимметричной теории Янга — Миллса (N = 4 SYM), также эквивалентной пертурбативной топологической B-модели теории струн в твисторном пространстве, амплитуэдр определяется как математическое пространство, известное как позитивный грассманиан.
Теория амплитуэдра оспаривает мнение, что пространственно-временные принципы локальности (близкодействия) и унитарности (сумма вероятностей всех исходов взаимодействия равна 1) являются необходимыми компонентами модели взаимодействия частиц. Вместо этого они рассматриваются как свойства, которые возникают из основного явления.
Связь между амплитуэдром и амплитудами рассеяния в настоящее время является гипотезой, которая прошла много нетривиальных проверок, включая понимание того, как локальность и унитарность возникают как следствия позитивности. Исследования проводились Нимой Аркани-Хамедом. Эдвард Виттен назвал эту работу «очень неожиданной» и сказал, что «трудно догадаться, что может произойти или какими уроками может обернуться».

## Описание
Когда взаимодействуют субатомные частицы, возможны разные исходы. Эволюция различных возможностей называется «деревом», а вероятность данного исхода называется его амплитудой рассеяния. Согласно принципу унитарности сумма вероятностей всех возможных исходов равна 1.
«Дерево» процесса рассеяния на массовой поверхности может быть описано позитивным грассманианом, структурой в алгебраической геометрии, аналогичной выпуклому политопу, который обобщает идею симплекса в проективном пространстве. Политоп является n-мерным аналогом 3-мерного многогранника (полиэдра), а значения, получаемые в процессе расчёта, в этом случае будут амплитудами рассеяния, и поэтому объект называется амплитуэдром.
Используя теорию твисторов, отношения BCFW-рекурсии, вовлечённые в процесс рассеяния, могут быть представлены в виде небольшого числа твисторных диаграмм. Эти диаграммы эффективно обеспечивают рецепт для построения позитивного грассманиана, то есть амплитуэдра, который может быть отражён единственным уравнением. Амплитуду рассеяния таким образом можно рассматривать как объём определённого политопа, позитивного грассманиана в пространстве моментных твисторов.
Объём амплитуэдра, вычисляемый в планарном пределе N = 4 D = 4 суперсимметричной теории Янга — Миллса, описывает амплитуды рассеяния субатомных частиц. Амплитуэдр таким образом обеспечивает более интуитивную геометрическую модель для расчётов, базовые принципы которых были до этого весьма абстрактными.
Твисторное представление обеспечивает рецепт для построения конкретных клеток грассманиана, которые собирают чтобы сформировать позитивный грассманиан, то есть представление описывает конкретное разбиение ячеек позитивного грассманиана.
Рекуррентные соотношения могут быть решены многими различными способами, каждый из которых приводит к разному представлению, причём конечная амплитуда также выражается суммой процессов на массовой поверхности различными способами. Следовательно, любое данное представление на массовой поверхности амплитуд рассеяния не уникально, но все такие представления данного взаимодействия дают один и тот же амплитуэдр.
Твисторный подход относительно абстрактен. Хотя теория амплитуэдра обеспечивает базовую геометрическую модель, геометрическое пространство не является физическим пространством-временем и также лучше всего понимается как абстрактное.

## Выводы
Твисторный подход упрощает расчёты взаимодействий частиц. В обычном пертурбативном подходе к квантовой теории поля такие взаимодействия могут потребовать вычисления тысяч диаграмм Фейнмана, большинство из которых описывают «виртуальные» частицы вне массовой поверхности, которые не имеют непосредственно наблюдаемого существования. В отличие от этого, теория твисторов обеспечивает подход, при котором амплитуды рассеяния
могут быть рассчитаны таким путём, который даёт гораздо более простые выражения. Теория амплитуэдров вычисляет амплитуды рассеяния, не обращаясь к таким виртуальным частицам. Это разрушает случай даже для переходного, ненаблюдаемого существования таких виртуальных частиц.
Геометрическая природа теории предполагает, в свою очередь, что природа Вселенной, как в классическом релятивистском пространстве-времени, так и в квантовой механике может быть описана с помощью геометрии.
Расчёты могут быть сделаны без учёта квантово-механических свойств локальности и унитарности. В теории амплитуэдра локальность и унитарность возникают как прямое следствие позитивности. Они закодированы в позитивной геометрии амплитуэдра через структуру сингулярности подынтегрального выражения для амплитуд рассеяния. Аркани-Хамед предполагает, что именно поэтому теория амплитуэдров упрощает вычисления амплитуды рассеяния: в методе диаграмм Фейнмана локальность постулируется, тогда как методу амплитудэдров она присуща как внутреннее свойство.
Поскольку планарный предел N = 4 суперсимметричной теории Янга — Миллса является игрушечной теорией, которая не описывает реальный мир, актуальность этого метода для более реалистичных квантовых теорий поля в настоящее время неизвестна, но она даёт многообещающие направления для исследования теорий о реальном мире.